# Exochomus aethiops
Exochomus aethiops är en skalbaggsart som först beskrevs av Bland 1864.  Exochomus aethiops ingår i släktet Exochomus och familjen nyckelpigor. Inga underarter finns listade i Catalogue of Life.